# Laurel Clark
Pour les articles homonymes, voir Clark.
Laurel Blair Salton Clark est une astronaute américaine née le 10 mars 1961 et morte le 1er février 2003 dans la désintégration de la navette spatiale Columbia lors de sa rentrée atmosphérique.

## Biographie
Laurel Clark est née à Ames, dans l'Iowa. Elle est diplômée de l'université du Wisconsin. Elle était mariée au Dr Jonathan Clark (qui a participé à l'enquête de la NASA concernant l'accident de la navette spatiale Columbia, et à la conception de la combinaison spatiale de Felix Baumgartner pour son saut de 38 969,40 m en 2012) et a un fils, Iain Clark.
Laurel Clark était membre de l'association Gamma Phi Beta. Elle était également enregistrée comme radio-amateur sous l'indicatif KC5ZSU.

## Vol réalisé
Elle réalise un unique vol le 16 janvier 2003 lors de la mission tragique STS-107, où périssent les 7 membres d'équipage le 1er février suivant, 16 minutes avant l'horaire d'atterrissage prévu.

## Hommages
En mémoire des sept victimes, l'Union astronomique internationale a nommé :
- 7 astéroïdes baptisés des noms des 7 victimes ;
- 7 collines découvertes sur la surface de Mars ;
- 7 cratères satellites du cratère lunaire Apollo.